# Italiaanse volleybalploeg (mannen)

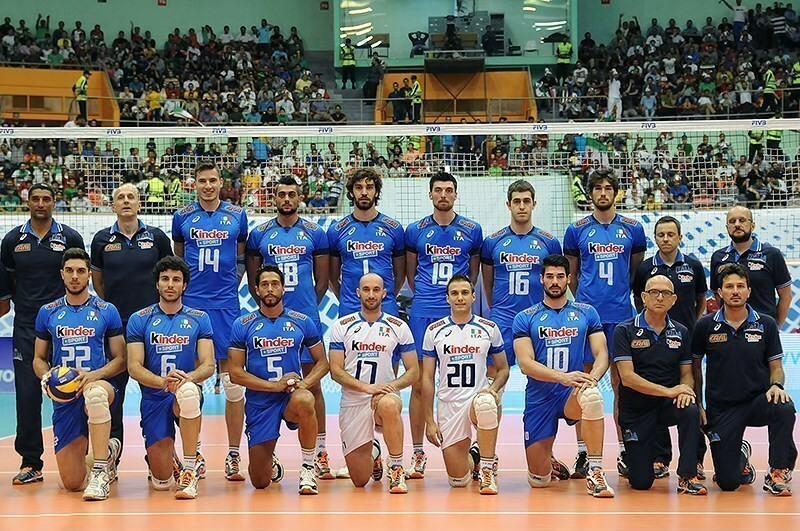
De Italiaanse volleybalploeg in 2014

De Italiaanse herenvolleybalploeg is het team dat Italië vertegenwoordigt bij internationale volleybalwedstrijden. Het team is een van de sterkste nationale volleybalteams ter wereld. Op vele toernooien won het team gouden medailles, waaronder op het Europees kampioenschap, het Wereldkampioenschap en in de FIVB World League.